# Валдироза (Болоња)
Валдироза (итал. Valdirosa) је насеље у Италији у округу Болоња, региону Емилија-Ромања.
Према процени из 2011. у насељу је живело 12 становника. Насеље се налази на надморској висини од 877 м.